# The Temptation of Sarah Jane Smith
The Temptation of Sarah Jane Smith (La Tentation de Sarah Jane Smith) est le cinquième épisode de la deuxième saison de la  série britannique de science-fiction The Sarah Jane Adventures. À ce jour, la série n'a jamais été diffusée en France.

## Accroche
Sarah Jane Smith se retrouve en août 1951, le jour de la mort de ses parents. Elle décide de les sauver, créant un paradoxe temporel qui menace le monde.

## Résumé

### Première partie
Sarah Jane Smith découvre une faille temporelle menant droit au petit village de Foxgrove en 1951, l'été de la mort de ses parents. Subodorant un piège, elle dit ne pas vouloir y retourner, mais rongée par la tentation elle ne peut s'empêcher de vouloir y faire un tour. Luke décide de la suivre. Ils se retrouvent à la fête du village de Foxgrove et y rencontrent les Smith, un jeune couple amical et leur bébé Sarah Jane. Pendant ce temps, à l'époque contemporaine, Clyde et Rani cherchent Luke. Dans le grenier de Sarah Jane, ils trouvent le cube permettant de survivre aux fluctuations temporelles, et celui-ci clignote. En 1951, Luke retrouve un journal. Nous sommes le 18 août, le jour de la mort de ses parents. Sarah Jane décide de mettre en panne leur voiture pour qu'ils ne puissent jamais l'utiliser. Retournant dans le temps, ils découvrent un Londres ravagé. 

### Seconde partie
Dans le Londres ravagé, ils se trouvent face au Trickster, qui leur explique avoir puisé sa force dans le paradoxe temporel. Pendant que Sarah Jane et Luke retournent en 1951, Rani et Clyde se baladent dans un monde où les êtres humains ont été réduits en esclavage. Ils y trouvent un Graske, esclave du Trickster et négocient avec lui le fait de retourner dans le temps. Rani revient en 1951 pour voir le Trickster apparaitre face à Sarah Jane et sa mère. Sarah Jane ne veut pas réparer la voiture, ce qui mettrait à mort ses parents. Finalement, ce sont les parents de Sarah Jane qui découvrent qu'ils ont un destin particulier et qui décident de prendre la voiture et de se sacrifier pour le bien de leur fille. Le Trickster meurt et tout rentre dans l'ordre. 

## Continuité
- L'épisode précédent se terminait justement par Sarah Jane regardant une photo de ses parents.
- Après les Slitheens, Le Trickster est le deuxième ennemi récurrent de la série, puisqu'il tentait déjà de toucher Sarah Jane dans Whatever Happened to Sarah Jane?.
- Dans Secrets of the Stars on apprend que Sarah Jane était taureau. On sait qu'elle est née en mai 1951.

### Liens avec leWhoniverse
- On sait qu'une servante du Trickster a tenté de changer la vie de Donna Noble, afin que le Docteur meure dans Le Choix de Donna.
- On retrouve le thème de la faille temporelle, utilisé dans la série Torchwood notamment dans l'épisode Hors du temps.
- Parmi les gens que Sarah Jane dit avoir sauvés, on trouve les mineurs de Peladon (The Monster of Peladon) et les buveurs de Bubble Shock (Invasion of the Bane).
- Sarah Jane aperçoit une cabine de police et est persuadée qu'il s'agit du TARDIS.
- Comme dans l'épisode Fêtes des pères (Doctor Who) avec lequel, elle partage de nombreux points communs, il est indiqué qu'on peut détruire l'univers si on se touche soi-même étant bébé.

## Dans la culture
- Clyde appelle Luke son « padawan ».
- Clyde détourne le gimmick de spiderman lorsqu'il dit « my Clydey sense is tigling ».
- En cherchant une phrase qui pourrait allumer le cube, Clyde dit « Jumanji ».
- Sarah Jane se présente sous le nom de Victoria Beckham et Luke sous le nom de David Beckham.
- On voit le sommet de Big Ben détruit.